# Vladimir Kanajkin
Vladimir Aleksejevitsj Kanajkin (Russisch: Владимир Алексеевич Канайкин) (Atjoerjevo (Mordovië), 21 maart 1985) is een voormalige Russische snelwandelaar. Hij was van 2007 tot 2015 wereldrecordhouder op het onderdeel 20 km snelwandelen. Ook heeft hij officieuze wereldrecords in handen op de afstanden van 25 km, 30 km en 35 km.

## Loopbaan
Zijn eerste succes behaalde Kanajkin in 2001 door wereldjeugdkampioen 10.000 m snelwandelen te worden in het Hongaarse Debrecen. Hij versloeg hierbij de Wit-Russische Michail Seredovitsj (zilver) en de Mexicaan Francisco Flores (brons).
Op het wereldkampioenschappen voor junioren van 2002 in Kingston werd Kanajkin kampioen op de 10.000 m snelwandelen en won op hetzelfde nummer een zilveren medaille op de WK voor junioren in 2004. Op de 50 km op de Europese kampioenschappen van 2006 finishte hij als negende. Hij deed ook mee aan de WK van 2005 in Helsinki, maar werd gediskwalificeerd op de 50 km.
Op 29 september 2007 liep Vladimir Kanajkin bij de World Race Walking Challenge Final in Saransk een wereldrecord van 1:17.16 op de 20 km snelwandelen en verbeterde het oude record van Jefferson Pérez met vijf seconden. Bij de Russische nationale kampioenschappen op 8 juni 2008 overtroefde Sergej Morozov met een tijd van 1:16.43 dit wereldrecord echter alweer. Morozov doorbrak hiermee als eerste atleet ter wereld de 1:17-grens. Dat lukte Kanaykin in dezelfde wedstrijd overigens ook, maar ondanks zijn 1:16.53 finishte hij ditmaal slechts als tweede.
Op 5 augustus 2008 werd Kanajkin uit de Russische olympische ploeg gezet vanwege een positieve test op epo bij een out-of-competition-controle op 20 april. In september van dat jaar werd Kanajkin door de Russische atletiekfederatie voor twee jaar geschorst vanwege dit dopingvergrijp. Deze schorsing werd op 5 november 2008 door de IAAF bekrachtigd. Aangezien de feitelijke overtreding plaatsvond vóór de Russische kampioenschappen van 2008, waarin zowel door Kanajkin en Morozov tijden onder de 1:17 werden gelopen, werden deze resultaten geschrapt, want ook Morozov werd voor eenzelfde vergrijp geschorst. Merkwaardig genoeg kreeg door deze gang van zaken Kanajkin zijn wereldrecord, gevestigd in 2007, weer terug.
Op 21 januari 2015 werd bekend dat Kanajkin voor het leven is geschorst wegens schommelingen in de bloedwaarden in het biologisch paspoort. De ingangsdatum van de schorsing is 17 december 2012.

## Persoonlijke records
| Onderdeel             | Prestatie         | Datum             | Plaats      |
| --------------------- | ----------------- | ----------------- | ----------- |
| 10.000 m snelwandelen | 40.34,2           | 25 mei 2002       | Tsjeboksary |
| 10 km snelwandelen    | 38.16             | 19 juni 2004      | Saransk     |
| 20 km snelwandelen    | 1:17.16 (ex-WR) * | 29 september 2007 | Saransk     |
| 25 km snelwandelen    | 1:42.10 (WR)      | 8 februari 2004   | Adler       |
| 30 km snelwandelen    | 2:01.13 (WR)      | 19 februari 2006  | Adler       |
| 35 km snelwandelen    | 2:21.31 (WR)      | 19 februari 2006  | Adler       |
| 50 km snelwandelen    | 3:36.55           | 11 mei 2008       | Tsjeboksary |

 *De 1:16.53 die hij op 8 juni 2008 in Saransk liep, is later geschrapt wegens dopinggebruik.

## Titels
- Russisch kampioen 50 km snelwandelen - 2005
- Russisch kampioen 20 km snelwandelen - 2007
- Wereldkampioen junioren 10.000 m snelwandelen - 2002
- Wereldjeugdkampioen 10.000 m snelwandelen - 2001

## Palmares

### 10.000 m snelwandelen
- 2001:  WK (onder 17 jaar) - 42.55,75
- 2002:  WK junioren - 41.41,40
- 2004:  WK junioren - 40.58,48

### 20 km snelwandelen
- 2011:  WK - 1:20.27
- 2012:  Wereldbeker - 1:19.43
- 2012: DQ OS

### 50 km snelwandelen
- 2006: 9e EK - 3:51.51
- 2008:  Wereldbeker - 3:36.55